# Valea Mărului, Bacău
Valea Mărului este un sat în comuna Lipova din județul Bacău, Moldova, România.